# ماريو فرنانديز بايزا
ماريو فرنانديز بايزا هو محامي وسياسي تشيلي، ولد في 22 نوفمبر 1947 في رانكاغوا في تشيلي. نشط حزبياً في الحزب الديمقراطي المسيحي. وقد انتخب minister of National Defence of Chile ‏ (11 مارس 2000 – 7 يناير 2002) وانتخب Minister Secretary General of the Presidency of Chile ‏ (7 يناير 2002 – 3 مارس 2003) وانتخب Interior and Public Security Minister of Chile ‏ (8 يونيو 2016 – 11 مارس 2018).